# Adriana Roel
Adriana Roel, geboren als Rosa María Gordea Osorio (* 5. Juli 1934 in Monterrey; † 4. August 2022. in Mexiko-Stadt) war eine mexikanische Schauspielerin.

## Leben
Sie wurde 1934 in Monterrey geboren und studierte an der Theaterschule des Instituto Nacional de Bellas Artes y Literatura. Sie begann ihre Karriere als Theaterschauspielerin 1957 in dem Stück Los Frutos Caídos unter der Regie von Seki Sano. Später reiste sie dank eines Stipendiums der französischen Regierung nach Paris.
Dort studierte sie am Conservatoire national supérieur d’art dramatique bei Jean Perymoni und Jacques Lecoq als Lehrern. Nach ihrer Rückkehr nach Mexiko debütierte sie als Fernsehschauspielerin in der Telenovela Espejo de sombras.
Als Filmschauspielerin debütierte sie im Vorjahr in dem Film Mi esposa me comprende.
Sie gewann 1979 den Ariel Award als beste Schauspielerin für ihre Arbeit in dem Film Ancrusa unter der Regie von Ariel Zúñiga und auch 2014 für ihre Leistung in dem Film No quiero dormir sola, unter der Regie von Natalia Beristáin.